# Campeonato Mundial de Clubes de Voleibol Feminino de 1994
O Campeonato Mundial de Clubes de Voleibol Feminino de 1994 foi a terceira edição do evento. Foi realizado em São Paulo, Brasil entre 22 a 27 de novembro com seis times.

## Composição dos grupos
| Grupo A                                      | Grupo B                                  |
| -------------------------------------------- | ---------------------------------------- |
| Parmalat/Matera Camaguey Leite Moça/Sorocaba | Uralochka BCN/Guarujá Ecoclear/Pallavolo |

## Classificação final
| Pos. | Time                |
| ---- | ------------------- |
|      | Leite Moça/Sorocaba |
|      | Parmalat/Matera     |
|      | BCN/Guarujá         |
| 4    | Uralochka           |
| 5    | Camaguey            |
| 5    | Ecoclear/Pallavolo  |

## Prêmios individuais
| MVP (Most Valuable Player) | Ana Moser (Leite Moça/Sorocaba)          |
| Melhor atacante            | Keba Phipps (Parmalat/Matera)            |
| Melhor bloqueadora         | Ana Flávia (BCN/Guarujá)                 |
| Melhor sacadora            | Ana Moser (Leite Moça/Sorocaba)          |
| Melhor levantadora         | Fernanda Venturini (Leite Moça/Sorocaba) |
| Melhor defensora           | Sandra (BCN/Guarujá)                     |
| Melhor passadora           | Elena Batukhtina (Uralochka)             |